# Rjabovo
Rjabovo è una cittadina della Russia europea nordoccidentale, situata nella oblast' di Leningrado (rajon Tosnenskij).